# Modehaus F. H. Schüler

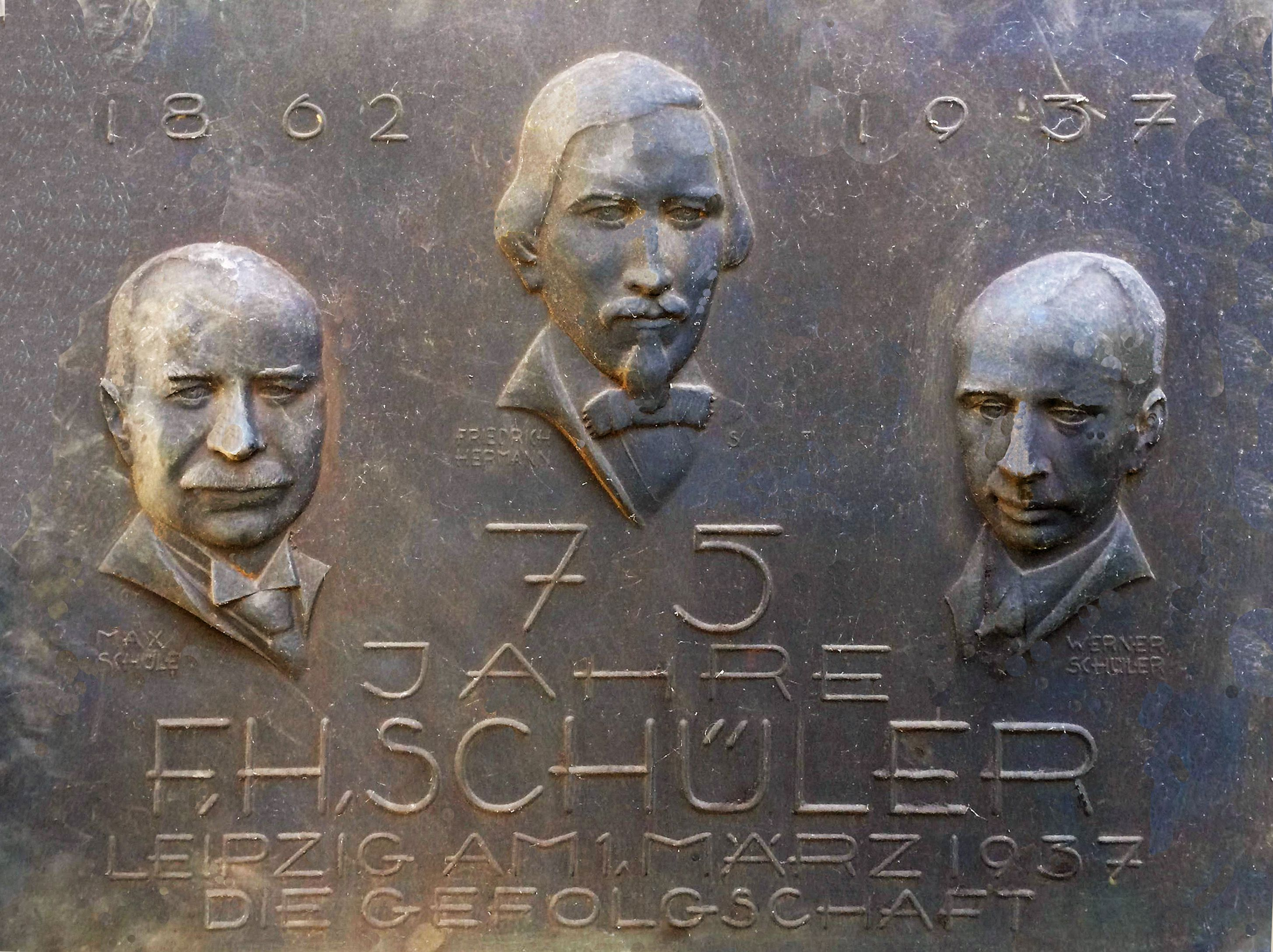
Die drei Inhabergenerationen auf einer Gedenktafel des Jahres 1937

Das Modehaus F. H. Schüler in Leipzig wurde am 1. März 1862 von Friedrich Hermann Schüler gegründet.

## Unternehmensgeschichte
Schüler, der aus einer Bauernfamilie stammte, war gelernter Mechaniker. Er hat das Handwerk bis zu seinem Tod ausgeführt. Wie es in einer Firmenchronik heißt, hat er 1862 auf Anraten seiner Frau eine Weißwarenhandlung gegründet, die ihnen als eine sichere Verdienstquelle erschien. Die ersten Geschäftsräume verkündeten ein „Putz- und Modewarengeschäft“. Das Unternehmen gelangte unter seinen Nachkommen zu überregionaler Bedeutung, ebenso die später separat geführte Pelzabteilung Max Schüler..
Friedrich Hermann Schüler starb bereits im Jahr 1866, woraufhin seine Witwe das noch kleine Geschäft weiterführte.

### Max Schüler

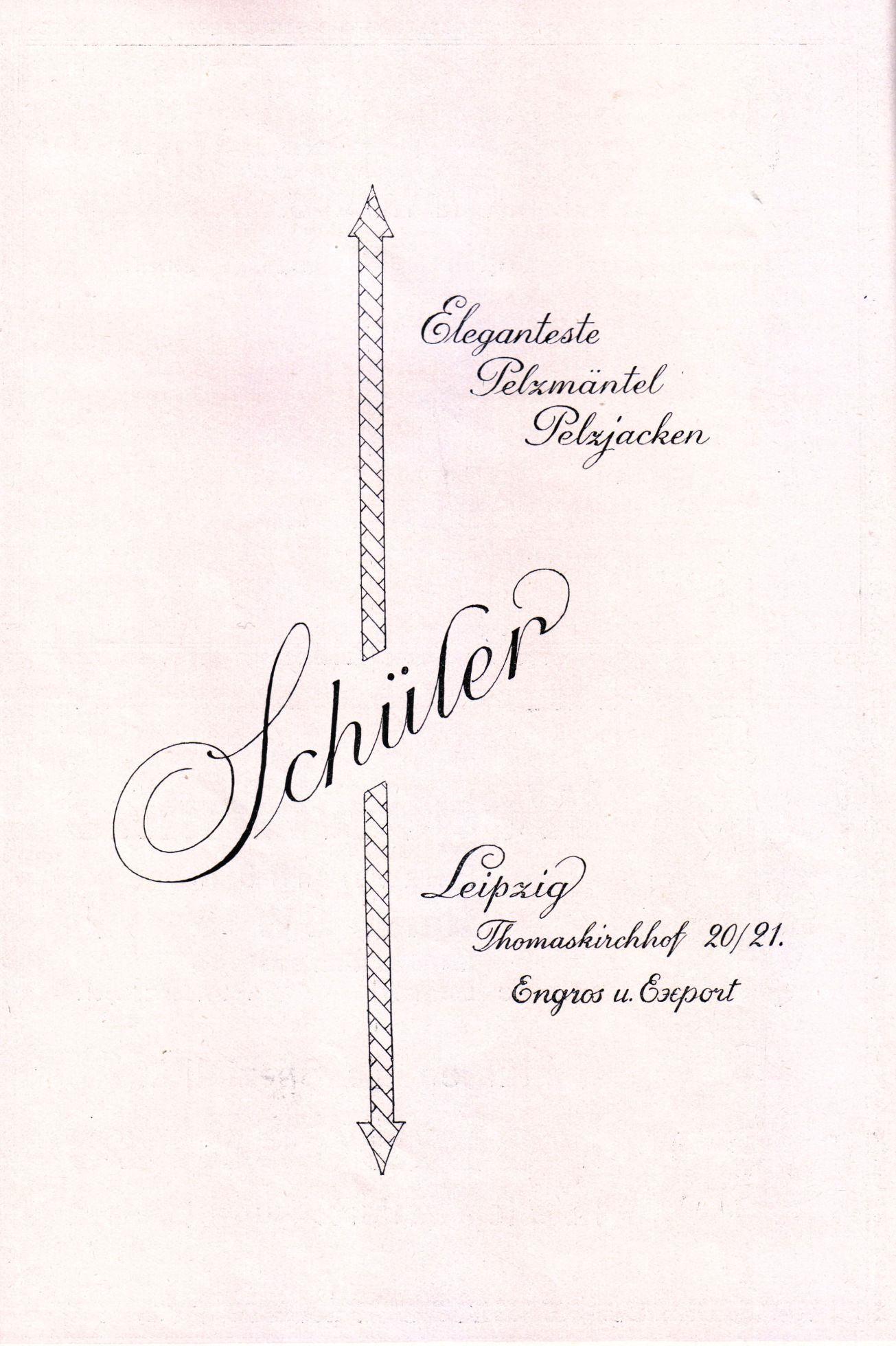
Inserat (1925)

Im Jahre 1883 übernahm Max Schüler († 25. Februar 1926), der Sohn des Gründers, das Geschäft. Er verlegte es in das neuerbaute Bismarckhaus, Markt 14, damals eines der schönsten und modernsten Gebäude in Leipzig. Max Schüler hatte mit der risikoreichen Veränderung zu einem großen Betrieb in bester Lage Erfolg. Bereits nach verhältnismäßig kurzer Zeit gehörte die Firma zu den angesehensten der Leipziger Modegeschäfte und bald zählten die ersten Kreise nicht nur Leipzigs, sondern auch der näheren und weiteren Umgebung zur ständigen Kundschaft.
Nach nur zehn Jahren erwiesen sich die Räume im Bismarckhaus als zu klein und es erfolgte ein Umzug zum Platz Thomaskirchhof 20. Die vornehme Aufmachung des Geschäfts fand Anklang, und „es gehörte bald zum guten Ton, Kunde der Firma Schüler zu sein“. Vor allem die Pelzabteilung war vor dem Ersten Weltkrieg (1914 bis 1918) besonders erfolgreich. Im Rahmen dieser Entwicklung waren Filialen in Paris, Brüssel und Turin eröffnet worden. Mit dem Kriegsausbruch nahmen diese Aktivitäten erst einmal abruptes Ende. Erst Anfang der 1930er Jahre konnten die Exportbestrebungen erfolgreich wieder aufgenommen werden.

### Werner Schüler
Nach einigen Jahren im Unternehmen erhielt Werner Schüler, der Enkel des Gründers, im Jahr 1922 Prokura. In Zusammenarbeit mit seinem Vater gelang es die schwierige Zeit der Hyperinflation von 1914 bis 1923 verhältnismäßig gut zu überstehen. Als der Vater Anfang 1926 starb, hatte sich das Unternehmen F. H. Schüler aus den kleinen Anfängen zu einem der maßgebendsten deutschen Modegeschäfte entwickelt und der Sohn übernahm jetzt die alleinige Führung des Unternehmens. Einem Inserat in einer Pelzfachzeitschrift aus dem Jahr 1925 ist zu entnehmen, dass das Unternehmen „eleganteste Pelzmäntel, Pelzjacken“ als Großhändler auch „Engros u. Export“ anbot.
Einen erneuten Rückschlag hatte die Weltwirtschaftskrise gebracht. Sie führte zu einem Umdenken in der Geschäftsführung mit einer Verbreiterung des Angebotes, bisher eher nur im oberen Preisbereich. Im Jahr 1935 wurde daher das Geschäft in gleichgroße Räume im Historischen Königshaus am Markt verlegt. Dies führte zu der erhofften Erweiterung des Kundenkreises und bereits im nächsten Jahr konnte man „wieder weit über 100 Gefolgschaftsmitglieder“ beschäftigen (Gefolgschaftsmitgled, ein Begriff aus der Zeit des Nationalsozialismus).
Zur Leipziger Ostermesse des Jahres 1934 herrschte in der Pelzindustrie noch große Arbeitslosigkeit und der Handel war durch Zollschranken und Devisenbewirtschaftung behindert. Als Vorsitzender des Modeausschusses der „Adepe“ (Arbeitsgemeinschaft der deutschen Pelzwirtschaft) und deren Vertreter beim Deutschen Mode-Institut warb Werner Schüler dafür, neben den Fellen ausländischer Herkunft verstärkt Felle inländischer Pelzarten, insbesondere Kaninfelle, zu veredeln und zu verarbeiten.
Im März 1943 erhielt Schüler in einer Arbeitsgemeinschaft zusammen mit dem Bekleidungshaus C&A einen Wehrmachtsauftrag zur gemeinsamen Ausführung von Heeresaufträgen zur Lieferung von Stepphosen und Steppwesten für Soldaten in Russland.

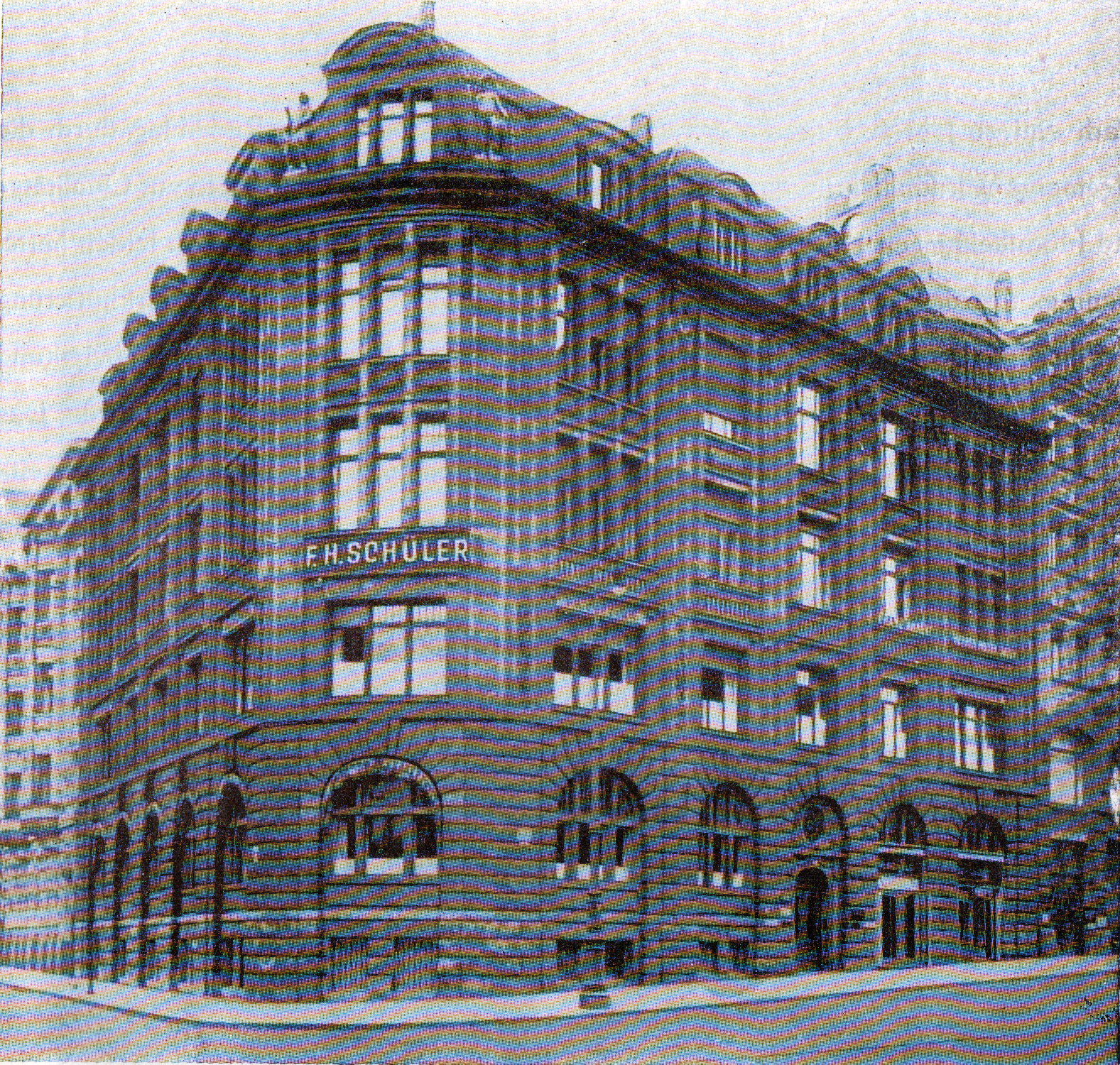
Thomaskirchhof 20
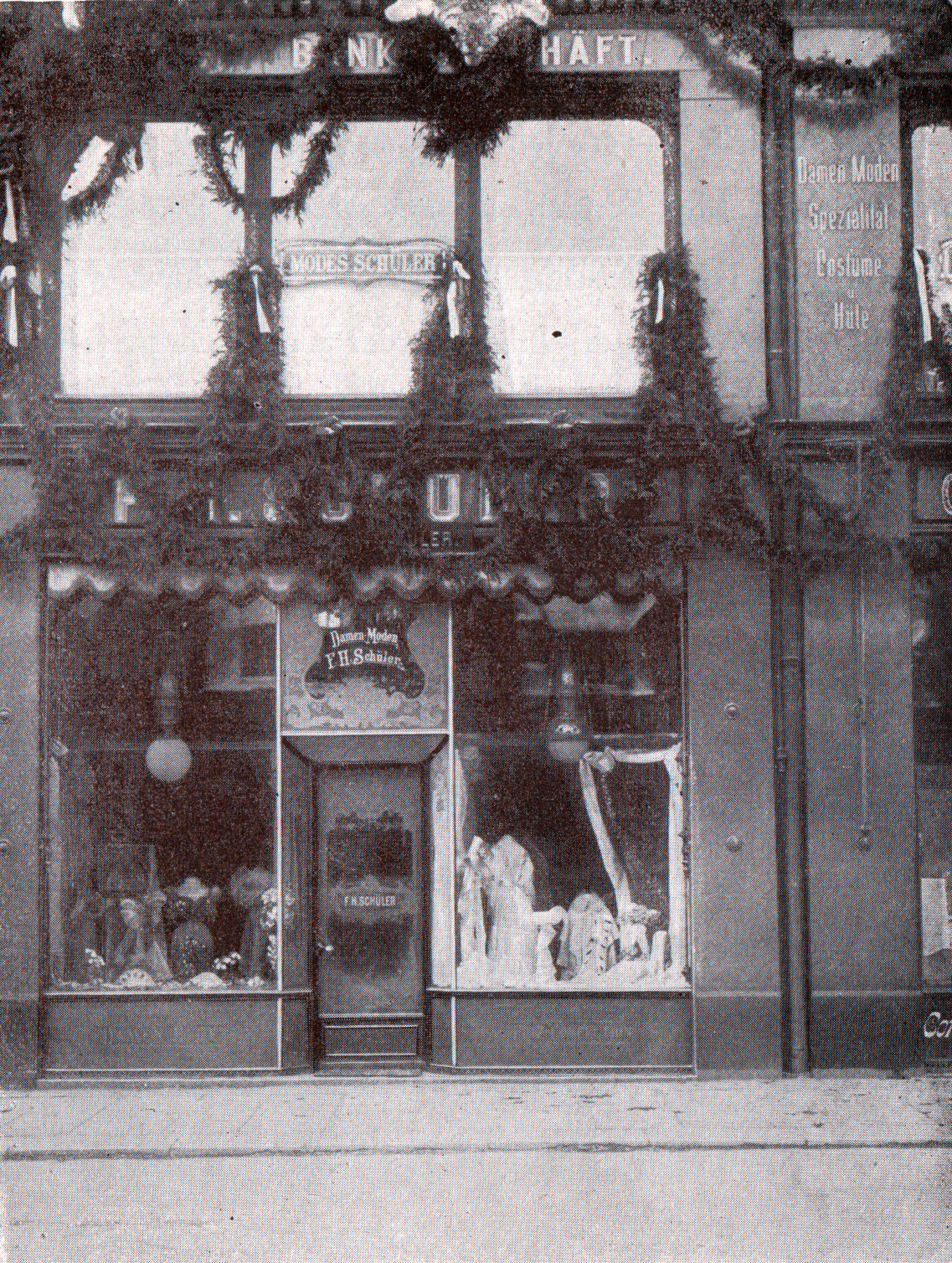
Bismarckhaus (Markt 14)
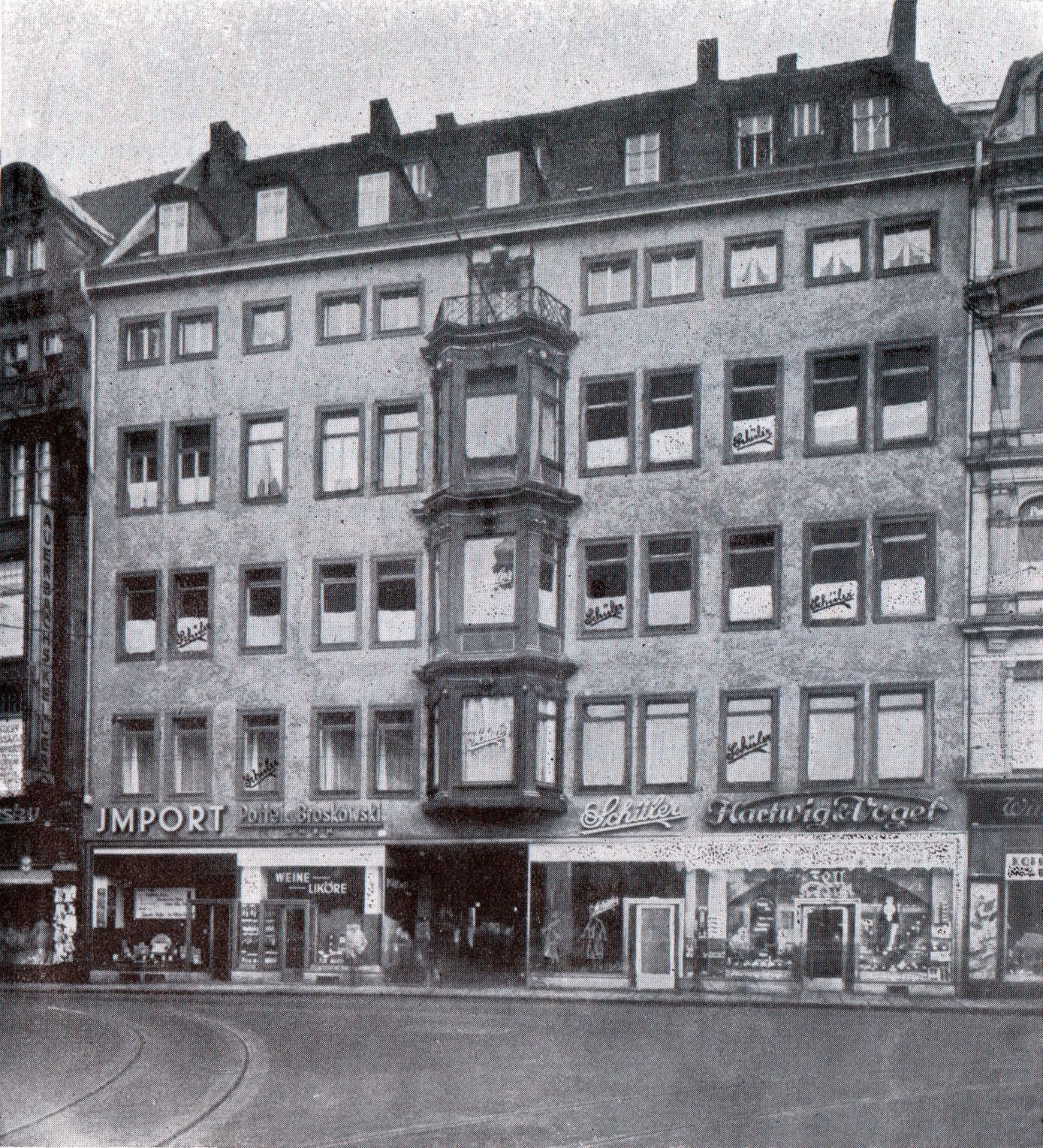
Königshaus (Markt 17)

## Pelzhaus Max Schüler

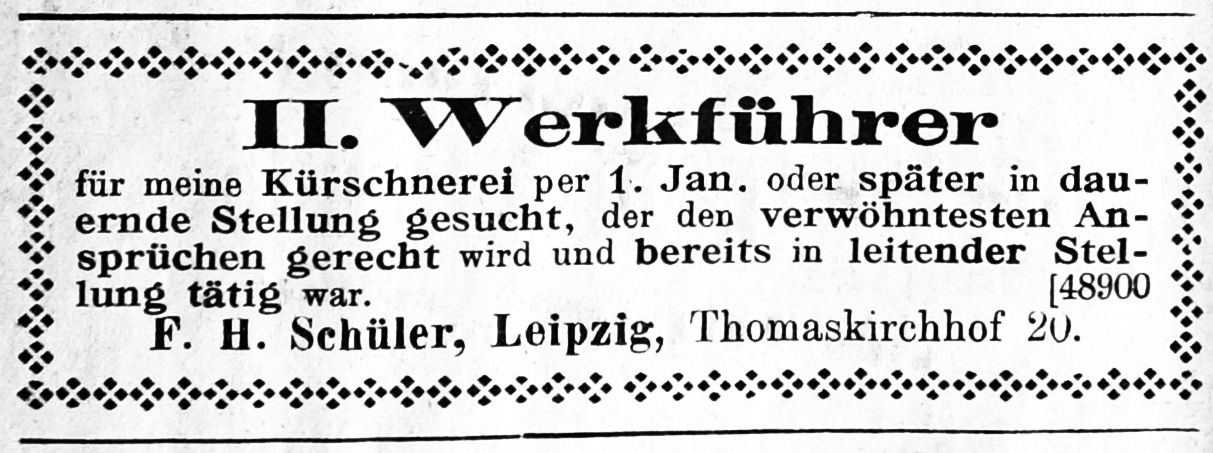
„II. Werkführer für meine Kürschnerei gesucht.“ Inserat, 1912, etwa ein Jahr vor der Verselbständigung der Pelzabteilung

Am 1. Januar 1914 war das Pelzhaus Max Schüler als selbständiges Unternehmen in das Handelsregister eingetragen worden. Im Mitgliederverzeichnis des Reichsbundes der Deutschen Kürschner von 1928 ist „Georg Max Schüler, Inh. d. Fa. Pelzhaus Schüler“ genannt.
Philipp Manes, der Chronist der Pelzbranche, schrieb Anfang der 1940er Jahre, vor seiner Ermordung durch die Nationalsozialisten, über Werner Schüler, den „jungen Inhaber des ersten Pelzhauses“ von Leipzig, dieser nähme seine Verpflichtungen sehr ernst. „Werner Schüler stellte sich zielbewusst auf den modischen Edelpelz ein, schuf seinem Unternehmen die eigene Note und wurde in kurzer Zeit das führende Pelzgeschäft, von dem man weit über Deutschlands Grenzen hinaus mit Respekt sprach.“ Obwohl Leipzig zu der Zeit das Zentrum der Pelzkonfektion war, gab es hier nur wenige repräsentative Kürschnergeschäfte, wie die von F. Witzleben und G. Nauck.
Als nach der Inflationszeit ein Pelzmantel ein Gegenstand des täglichen Bedarfs wurde, war das Unternehmenskonzept weiter erfolgreich. Im November 1932, der Zeit der Wirtschaftskrise, bot Schüler in einer Anzeige Pelze zu Einheitspreisen von 100, 200 und 250 Mark an, Persianermäntel für 575 Mark, Persianerklauenmäntel kosteten 340 Mark. Angepriesen wurden „elegante Mäntel eigener Anfertigung aus Fohlen, Bisamwammen, Bisamrücken, Maulwurf, Viscacha, Buenos-Breitschwanz, arabisch Moiré, Kid-Astrachan, nachtschattenfarbige Kitklauen usw. Umarbeitungen zu günstigsten Preisen“. In der Mode war man kreativ tätig und in der Fellverarbeitung beschritt man völlig neue Wege, um einer besonders anspruchsvollen Kundschaft auch weiterhin gerecht zu werden.
Als im Jahr 1930 die groß angelegte Fachausstellung der Pelzbranche Internationale Pelzfach-Ausstellung (IPA) stattfand, war Werner Schüler Mitglied des erweiterten Vorstands. Sein Geschäft gehörte zu einer der neun Verkaufsstellen der IPA-Dauerkarten. Kam der Besucher in die Schau, sahen sie als Erstes zwei von der Reimann-Schule dekorierte Schaufenster eines mit Pelzen der Berliner Firma C. A. Herpich Söhne, das andere mit Kreationen des Pelzhauses Max Schüler. Weitere Modelle zeigte das Haus in der „Kollektiv-Ausstellung führender Pelzmodell-Häuser“, wie ein Artikel von Werner Schüler im Ausstellungskatalog überschrieben war. Die drei weiteren Aussteller waren E. & O. Merzbacher aus München, Heinrich Pracht aus Herford und E. Schlüter aus Göppingen.
Die Firma überdauerte die Kriegszeit. Im Leipziger Telefonbuch ist sie 1949 verzeichnet, auch im Fachverzeichnis der Pelzbranche von 1950/51 noch mit der bisherigen Adresse Max Schüler, Markt 17. Am 31. Dezember 1950 wurde in das Handelsregister unter der gleichen Adresse, neben dem bisherigen Prokuristen Johannes Schiller, Hermann Walter Törl eingetragen.
Werner Schüler verließ offenbar die DDR. 1954 ist das Pelzgeschäft Werner Schüler im Wiener Jahrbuch der Kürschner und verwandter Berufe aufgeführt, auf der Tegetthoffstraße 4. Bis in die 1990er Jahre finden sich in Wien dann weitere Kürschnereien mit dem Familiennamen Schüler:
- 1970: Pelzmodelle Schüler, Tegetthofstraße 4

Johann Schüler, Klosterneuburger Straße 34
- 1983: Johann Schüler, Schottenring 17.[17]

Aus der Kollektion Max Schüler 1925/26
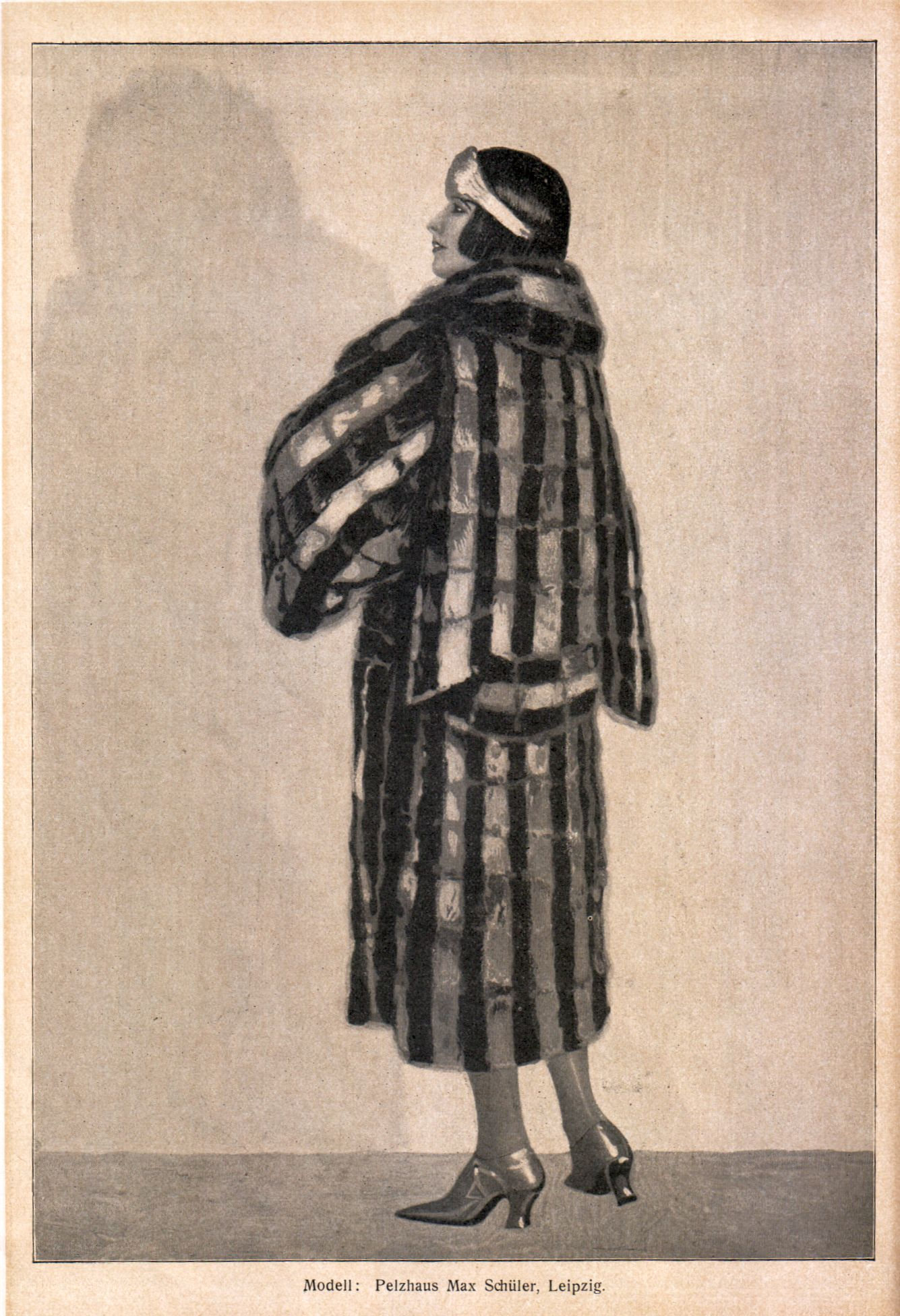
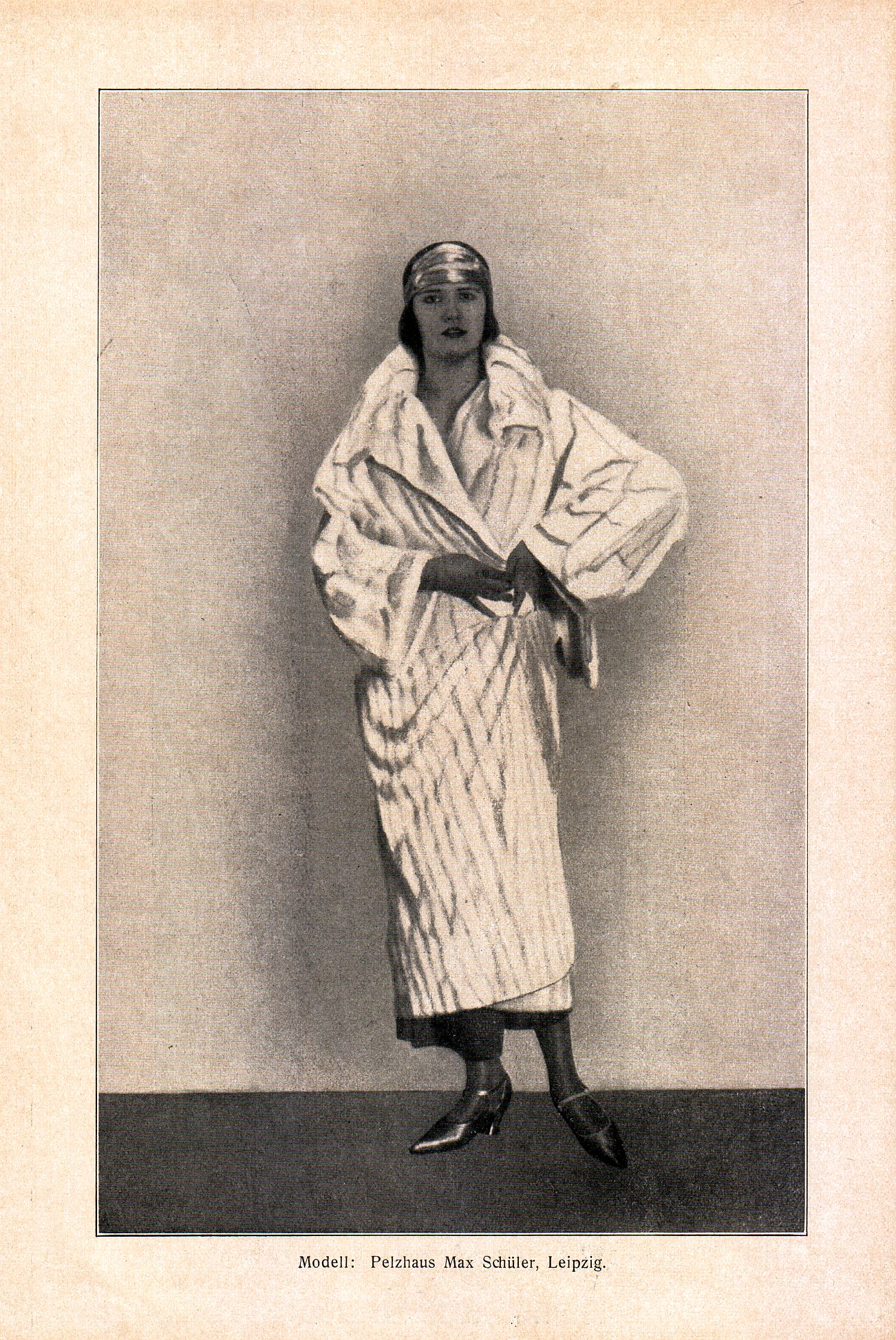
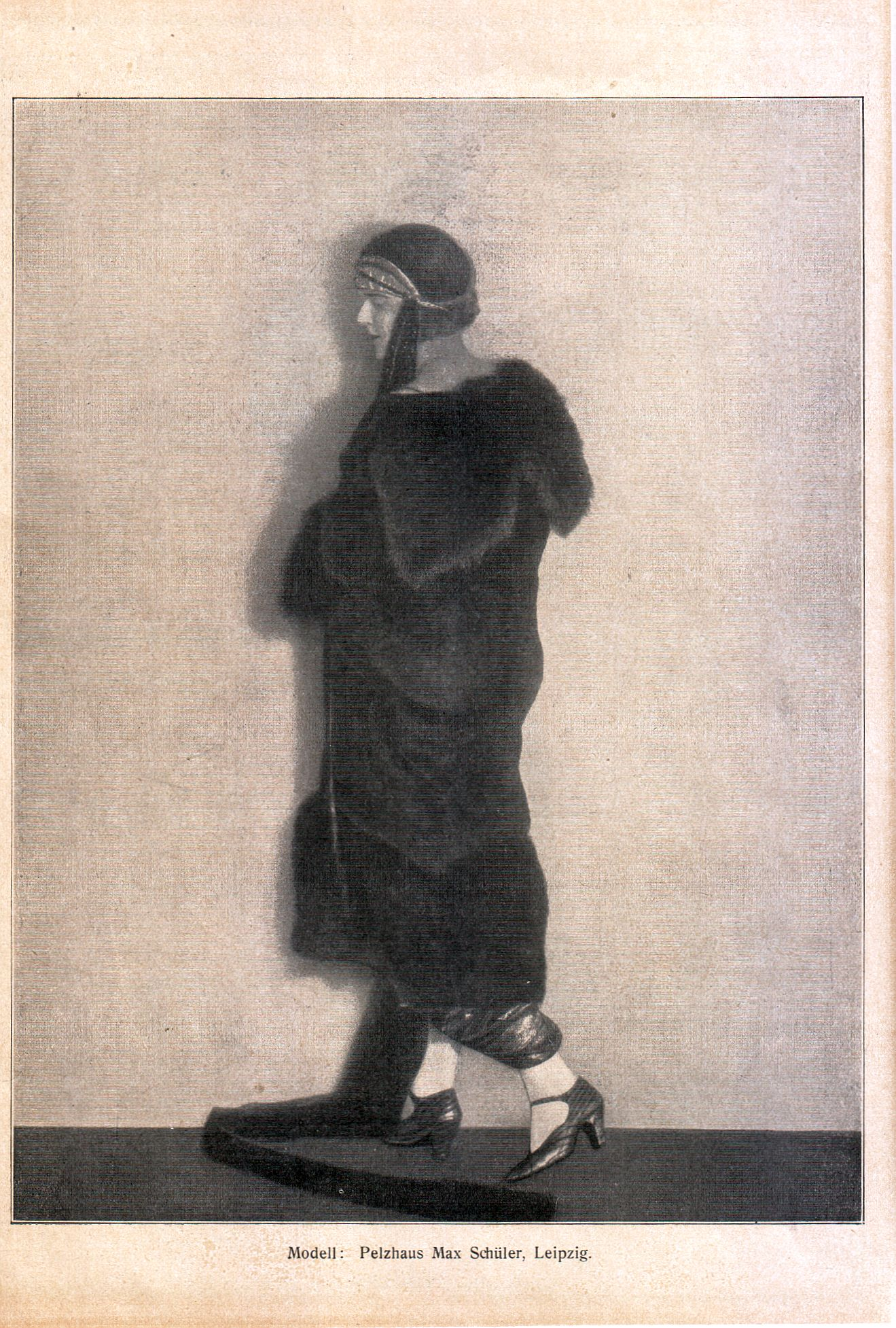